# Magdeburgi Szent Adalbert
Magdeburgi Szent Adalbert (Elzász vagy Lotaringia, 910 körül – Zscherben, 981. június 20.) szentté avatott német származású püspök, a Magdeburgi főegyházmegye első érseke, a szlávok apostola.

## Élete
Fiatalkoráról nem maradtak fenn információk. Az első írásos feljegyzés szerint 950 körül érseki okiratkészítő lett a Kölni Választófejedelemségben. 953-tól 958-ig I. Ottó német-római császár kancelláriáján jegyző volt, majd 959-től 961-ig szerzetes a trieri Szent Maximin kolostorban, ahol először hallott a kelet-európai népek megtérítéséről. I. Szvjatoszláv kijevi fejedelem anyja, Szent Olga kijevi fejedelemasszony már keresztény volt, s úgy gondolta, hogy megpróbálja fiát, s ezáltal az országát is a kereszténységre téríteni, s ehhez I. Ottó német-római uralkodótól püspököt és papokat kért. Adalbert 961-ben néhány társával együtt útra kelt Kijev felé, de alig érték el a határt, amikor pogányok a csoportot megtámadták, s a támadást egyedül Adalbert élte túl.
Ezután rövid ideig  II. Ottó német-római császár kancelláriáján dolgozott, majd a császár kinevezte a Lauter melletti Weißenburg kolostorának apátjává, ahol elkészül a Prümi Regino krónikájának neki tulajdonítható folytatásával. 968 októberében a ravennai zsinaton megalapítják a Magdeburgi főegyházmegyét, melynek első érsekévé Adalbertet nevezik ki, s őt XII. János pápa szenteli püspökké. Ezután azonnal érseki székhelyére utazott, majd az egyháztartománya három szuffragán püspökségének, Merseburgnak, Meißennek és Zeitznek püspökeit 968. karácsonyán maga szenteli fel, valamint a papi utánpótlás biztosítására iskolát alapít.
Adalbert egy lelkipásztori útján a Merseburgi püspökség területén halt meg 981. június 20-án. Testét Magdeburgba szállították, és a dómban temették el. Tisztelete hamar elterjedt az egyházon belül, s rövidesen szentként kezdték el tisztelni.

## Fordítás
- Ez a szócikk részben vagy egészben  az   Adalbert of Magdeburg című angol Wikipédia-szócikk fordításán alapul.  Az eredeti cikk szerkesztőit annak laptörténete sorolja fel. Ez a jelzés csupán a megfogalmazás eredetét és a szerzői jogokat jelzi, nem szolgál a cikkben szereplő információk forrásmegjelöléseként.